# Émile Bulteel
Émile Bulteel (Tourcoing, 3 augustus 1906 - aldaar, 21 maart 1978) was een Frans waterpolospeler. Hij nam eenmaal deel aan de Olympische Spelen, en won bij die gelegenheid een bronzen medaille.
Émile Bulteel nam als waterpoloër eenmaal succesvol deel aan de Olympische Spelen; in 1928. In 1928 maakte hij deel uit van het Franse team dat brons wist te veroveren. Hij speelde vijf van de zes wedstrijden.
In zijn actieve tijd was hij aangesloten bij EN Tourcoing in Tourcoing.
Émile Bulteel · 
Henri Cuvelier · 
Paul Dujardin (G) · 
Jules Keignaert · 
Henri Padou · 
Ernest Roget · 
Albert Thévenon · 
Achille Tribouillet · 
Albert Vandeplancke · 